# Edificio central de la UAEH
El Edificio central de la Universidad Autónoma del Estado de Hidalgo (UAEH), es un edificio ubicado en el centro histórico de la ciudad de Pachuca de Soto, Hidalgo en México. También recibe la denominación de Centro Universitario Cultural la Garza.
Fue construido en el siglo XVIII, por la Orden Hospitalaria de San Juan de Dios nombrándolo como el "Hospital de Nuestra Señora de Guadalupe", este hospital funcionó de 1728 hasta 1837; en 1851 se reabre el hospital bajo el mantenimiento del Ayuntamiento de Pachuca, funcionando en esta sede hasta 1862, cuando el hospital se traslada al Convento de San Francisco. De 1862 a 1867, el edificio funcionó como cuartel militar. 
En 1869 el edificio se donó al Instituto Literario y Escuela de Artes y Oficios (ILEAO), actual Universidad Autónoma del Estado de Hidalgo (UAEH); después de diversas adecuaciones en 1875, finalmente se ocupa el edificio para actividades académicas. A la fecha alberga las instalaciones administrativas de la UAEH, un observatorio meteorológico, la Sala de Exrectores, Área de Galería, el Teatro La Garza, el Museo de Mineralogía, Sala y galería J. Pilar Licona Olvera y el Salón de actos Baltasar Muñoz Lumbier.

## Historia

### Fundación y construcción

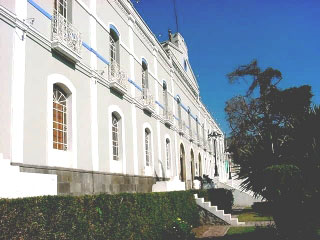
Edificio en 2006.

En el siglo XVIII, Pachuca carecía de una institución hospitalaria, a principios de 1725, el alcalde mayor, los diputados, regidores y vecinos elevaron la solicitud al Virrey, Juan Vázquez de Acuña y Bejarano y al Arzobispo, José Pérez de Lanciego Eguiluz y Mirafuentes; para que fuera otorgada una licencia para construir un hospital de la Orden Hospitalaria de San Juan de Dios.
El 12 de julio de 1725 el cabildo obtuvo la licencia episcopal para abrir el hospital. Para tal efecto, el alcalde mayor, Marcos de Tapia, ofreció la Capilla de Nuestra Señora de Guadalupe y los terrenos que donara el capitán Francisco Luzón y Ahumada. Aprobada la licencia virreinal y obtenido el permiso del superior Juanino, se iniciaron de inmediato los trabajos para su construcción.
Para marzo de 1728, se había sido concluido la construcción; la remodelación del Templo de Nuestra Señora de Guadalupe, debió concluirse hacia 1750. Fue precisamente la advocación del templo, por lo que se le denomina "Hospital de Nuestra Señora de Guadalupe". Algunos de los trabajos para la edificación de nuevas salas continuaron hasta los primeros años del siglo XIX.

### Orden hospitalaria

Pasillo del recinto.

Para el cuidado de los enfermos, se contaba con cuatro hermanos hospitalarios, uno de los cuales era sacerdote, para 1774, pidieron que aumentara su número a seis. La información acerca de la infraestructura del hospital proviene de la visita que hiciera Pedro Rendón Caballero, visitador hospitalario, que en el período de 1772-1774 acudió a todos los establecimientos de la orden establecidos en Nueva España:

“…Y registrado lo que contiene en la enfermería, se reconoció estar con número competente de camas, colchones, fundas, almohadas, frasadas, ropa blanca y con lo demás que conduce a la hospitalidad y para el abrigo, aseo y decencia de nuestros pobres enfermos…”

En promedio cada año se atendían 262 pacientes con diversos padecimientos que iban de simples infecciones, hasta enfermedades graves como la peste y la sífilis. Además por ser región minera abundaban las lesiones por accidentes de trabajo como fracturas de huesos, mutilaciones y amputaciones. El envenenamiento por mercurio fue un trastorno patológico grave padecido por los mineros. Los mineros también eran atendidos de silicosis. Las enfermedades respiratorias eran las principales causas de consulta e internamiento en el hospital. Se atendían enfermos con tos crónica, catarros, dolores de garganta, oídos y en casos graves la neumonía.
El hospital se mantuvo con las limosnas de los fieles, los principales benefactores del hospital fueron el  Virrey, Juan Vázquez de Acuña y Bejarano; el Arzobispo, José de Lanciego y Eguilaz; Pedro Romero de Terreros aportó 20 mil pesos; con dieciocho mil pesos del Arzobispo, Francisco Javier de Lizana, quien construyó de peculio una amplia crujía para la atención de mujeres, iniciando sus servicios el 8 de septiembre de 1809. Para que la sección femenina no consumiera los recursos financieros del hospital, se le dotó de capital propio estimado en trescientos pesos. Los mineros se comprometieron a dar un partido de las minas.
En 1820, al entrar en vigencia la Constitución de Cádiz, se estableció la prohibición a las órdenes religiosas para otorgar servicios hospitalarios. El hospital continuó brindando sus servicios a través de varios hermanos de la orden, quienes permanecieron hasta 1837; fecha en que muere el padre Agustín de Melgarejo, el inmueble fue abandonado, aunque el templo se mantuvo abierto debido a la devoción de algunas personas.
El 2 de octubre de 1851, gracias al pago de una fuerte cantidad que cubrió el dueño de la hacienda de Coscotitlan y otra otorgada por la Compañía Mexicana Aviadora de Minas; se reabrió el hospital, pero ahora bajo el sostenimiento del Ayuntamiento de Pachuca como Hospital Civil. Donde continuó hasta 1861 año en el que, al expropiarse las instalaciones del convento de San Francisco, se decide trasladar el hospital a uno de los claustros de ese edificio, lo que ocurrió a principios de 1862 (y donde permaneció hasta 1940, año en el que se inaugurara el Hospital Civil de Pachuca).

### Uso militar
Para organizar al ejército mexicano durante la Intervención francesa en México, el 7 de junio de 1862 el Presidente de México, Benito Juárez, decreta la división del estado de México (al que pertenecía Hidalgo) en tres distritos militares. El segundo formado por los territorios que integran al estado de Hidalgo, para el que designó como capital a Actopan y nombró como comandante a Pedro Hinojosa. La falta de infraestructura para alojar a las autoridades de esa localidad, obligó a cambiar la sede a Pachuca. Se instalaron en el Hospital de San Juan de Dios, donde permaneció el gobierno todo el tiempo que duró la división. En tanto las instalaciones fueron ocupadas entre 1864 y 1867 como cuartel de las fuerzas invasoras francesas, austriacas y belgas.

### Edificio Educativo

#### De 1869 a 1900
Después de la Erección del Estado de Hidalgo, se funda la Sociedad Protectora de la Educación Secundaria; que el 4 de febrero de 1869, realizó su primera reunión. El 25 de febrero de 1869, se presentó al gobernador Juan C. Doria, un documento que señalaba la necesidad de un plantel dedicado a la educación secundaria. Al día siguiente el 26 de febrero, se dictó el acuerdo por el que se crea el Instituto Literario y Escuela de Artes y Oficios (ILEAO), y se le destinó como sede el inmueble del antiguo Hospital de Nuestra Señora de Guadalupe. Juan C. Doria declaró inaugurado el ILEAO y el primer curso el 3 de marzo de 1869, en una ceremonia en el Teatro El Progreso, que se localizaba en la Plaza de las Diligencias, hoy Plaza Independencia.
Las clases iniciaron el 8 de marzo de 1869, el inmueble no contaba con las condiciones adecuadas; ya que fue utilizado como cuartel militar y quedó deteriorado. Durante los trabajos de mantenimiento y restauración, se arrendó una casa particular en la Plaza de la Excolecturía; hoy la casa es la sede del DIF Hidalgo, y la plaza el Jardín de los Niños Héroes. El tiempo transcurrió, y fue hasta el 5 de febrero de 1875, cuandó se realizó el traslado y se ocupó el edificio en Abasolo.
El 20 de mayo de 1890 el plantel abre sus puertas con el nombre de Instituto Científico y Literario (ICL). Siendo gobernador, Rafael Cravioto, en el año 1897 se mejora el plantel en todos sentidos, y se transformó el viejo hospital en un establecimiento educacional. Entre las mejoras que se hicieron, se encuentra la colocación de un reloj en el frontón de la fachada, y la transformación en jardín del antiguo cementerio.

#### De 1900 a 1961

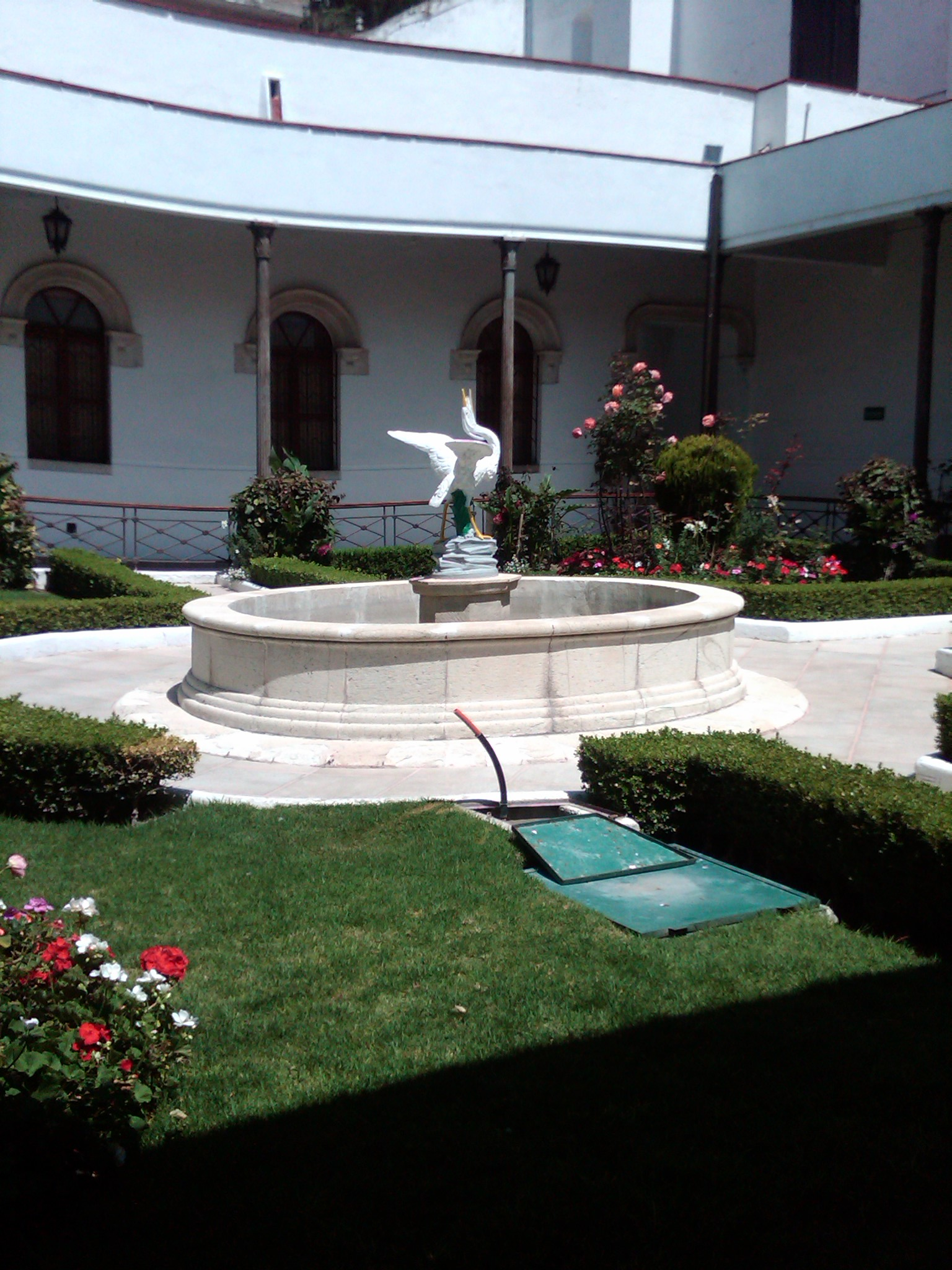
Escultura de una garza blanca, elaborada en bronce. Esta se encontraba en el Parque Hidalgo, en el año 1935 un grupo de estudiantes la trasladada.

Las lluvias de mayo y junio de 1910, dañaron gravemente los techos del edificio, lo que exigía su inmediata reparación; pero esto no se realizó hasta enero de 1911, cuando el gobernador, autorizó $300.00 para reparar todo el edificio. El 20 de noviembre de 1910 inicia la Revolución mexicana, el ICL sufrió las consecuencias de la guerra, pero con la salvedad de que ninguna acción causó daños físicos al edificio o al personal que ahí laboraba.
El 28 de julio de 1912, Francisco I. Madero, en calidad de Presidente de México, realiza una visita a Pachuca, y visita el Teatro Bartolomé de Medina y las instalaciones del ICL. Por falta de recursos en 1914, el gobernador, Daniel Cerecedo Estrada, intentó clausurar el ICL y la Escuela Normal Benito Juárez. A este hecho se opusieron, Andrés Manning Michel, director del ICL, y Teodomiro Manzano, director de la Normal; evitando que aquella medida se consumara.
Para 1921, se le incorporaron otras escuelas a este Instituto, llamándose Universidad de Hidalgo, hasta 1925, año en que recupera el nombre de Instituto Científico y Literario (ICL). En los años 1930, durante la administración del gobernador, Bartolomé Vargas Lugo, se acordó construir al sur del ICL, un edificio en estilo art decó, para alojar al Instituto Politécnico de Hidalgo, conocido como el Poli, este edificio se inauguró 18 de marzo de 1938. Los distintos intereses de los estudiantes de ambos planteles provocaron enfrentamientos.
El 1 de abril de 1948  el Instituto Científico y Literario, adquirió autonomía, creando el Instituto Científico y Literario Autónomo (ICLA). En 1955 se desarrolló una batalla campal entre los alumnos del ICLA y del Poli, que solo el cuerpo de policías de Pachuca logró controlar.  El 15 de agosto de 1960 se suscitó de nuevo un conflicto entre alumnos del ICLA y los del Poli.  Las personas que narraron el suceso, relatan que el problema inició entre un alumno del ICLA y otro del Poli que pretendían a la misma señorita; de ahí derivó un enfrentamiento. Los alumnos del Poli destruyeron parte del techo del corredor y los vidrios de los salones; los alumnos del ICLA penetraron por un muro al edificio del Politécnico invadiendo salones y talleres.
Aproximadamente 14 alumnos fueron a dar al hospital. Las escuelas fueron cerradas, y los directivos de ambas escuelas firmaron, un pacto de honor para liquidar las constantes pugnas entre los alumnos de esas escuelas. El problema concluyó con el cambio del Poli, a un edificio construido en lo que hoy es el Jardín de los Hombres Ilustres, en la Plaza Juárez; y el edificio en Abasolo fue entregado por las autoridades estatales al ICLA, y así se anexó al edificio.
El 24 de febrero de 1961, la XLIII Legislatura del Congreso de Hidalgo, promulga el Decreto número 23, mediante el cual se creó la Universidad Autónoma del Estado de Hidalgo.  El Congreso local y el Gobernador de Hidalgo, expidieron la prescripción, el cual contiene la Ley Orgánica. El 3 de marzo de 1961, se realiza la ceremonia de instauración en el Salón de Actos Ing. Baltasar Muñoz Lumbier. Ante alumnos, profesores, autoridades universitarias y gubernamentales, así como del Secretario de Educación Pública, Jaime Torres Bodet. En el edificio anexo que fuera sede del Poli, albergó las carreras de Derecho, Ingeniería Industrial y Trabajo Social; así como a un conjunto de talleres y laboratorios.

#### De 1961 en adelante

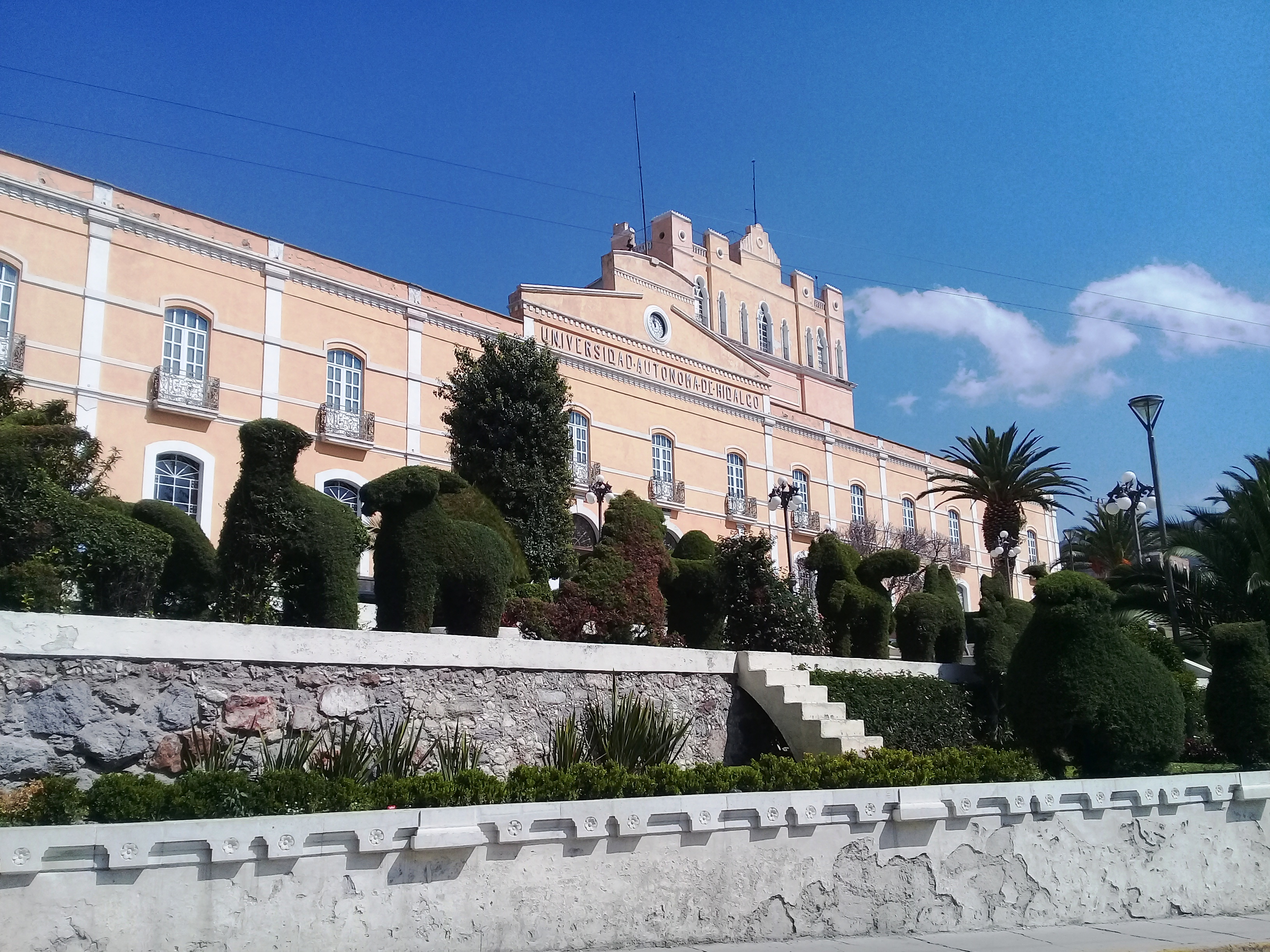
En los jardines frontales se aprecia un trabajo de arte topiario que inició Guadalupe Flores Pérez, jardinero por muchos años.

En 1964 Para la atención del crecimiento de la oferta educativa y la matrícula se gestionaron los apoyos necesarios a fin de construir las aulas de la Escuela de Comercio y Administración, creada en 7 de julio de 1964. Durante esa fase de adecuaciones, se desmontaron los gabinetes donde se impartían materias específicas a fin de utilizar los espacios para nuevas aulas u otras áreas que la institución requería.
El 24 de enero de 1966 la Escuela Preparatoria, cambia su sede del Edificio Central, ubicándose en la Avenida Juárez; las nuevas instalaciones fueron inauguradas el 18 de mayo de 1966, en ocasión de la visita que hizo presidente, Gustavo Díaz Ordaz. El 9 de diciembre de 1971, se realizó la ceremonia de la primera piedra, la Ciudad del Conocimiento; en terrenos del rancho El Álamo, Mineral de la Reforma, recibidos en donación por Javier Contreras.  En septiembre de 1975, se trasladan a la Ciudad del Conocimiento, el Instituto de Ciencias Sociales (ICS), y la Escuela de Trabajo Social. Al año siguiente en 1976 se incorporaron el Instituto de Ciencias Exactas (ICE) y el Instituto de Ciencias Contable Administrativas (ICCA). Durante este periodo, en el Edificio Central se restauraron las escalinatas y se cambiaron los pisos de Rectoría y Tesorería.
Tras el traslado de los programas educativos a la nueva sede, el edificio comenzó a usarse para la parte administrativa. Después, la construcción de las Torres de Rectoría en los años 2000, a las afueras de Pachuca, se dio paso a la migración de algunas dependencias administrativas, que daban servicio a los estudiantes.
En 2009, la administración de la UAEH, inició el proyecto de restauración, conservación y remodelación; trabajos de la primera etapa, culminaron y fueron inaugurados el 3 de marzo de 2009. A partir de 2010, todo el conjunto adquirió el nombre de, Centro Cultural Universitario La Garza. Una segunda etapa se desarrolló en 2012, destacando la restauración de las puertas principales del edificio.

## Arquitectura

### Fachada principal

Fachada principal.

La adaptación de la construcción ocasionó una serie de terrazas al frente, donde anteriormente funcionaba un cementerio, con jardines y escalinata permiten hoy alcanzar la fachada. La escalinata consta de cuatro tramos con escalones de cantera blanca y espaciosos descansos enlosados. A uno y otro lado se extiende un frondoso jardín con arboleda dividido en tres prados. Se aprecia cómo diversas etapas han contribuido a definir esta fachada, tal como ocurre con la ampliación de la sección norte, que ocultó el atrio de la capilla de Guadalupe, de la cual sobresale la fachada, siendo la parte más elevada del conjunto.
Esta escalera conduce a una banqueta revestida de losas que se extiende a toda la fachada, la que en la parte central presenta tres puertas con cerramiento de medio punto con dovelaje de cantera blanca sobre jambas del mismo material sin impostas, y seis ventanas equidistantes a cada lado. En el segundo piso, se encuentra sobre el arco principal de entrada, una ventana con balcón y barandal de hierro, con siete similares equdistantes, al eje de cada vano de la planta baja, y remata la fachada en un pretil corrido. Se remata en un frontón triangular cuya cornisa denticulada está cortada por la carátula del antiguo reloj, un poco más arriba otro frontón pequeño soporta una astabandera del conjunto.
Las tres puertas corresponden a un amplio vestíbulo cubierto con envigado y cielo raso de lienzo y piso revestido de losas, con dos puertas laterales y una escalera en curva, de tres tramos, que conduce al primer piso. Con seis módulos a cada lado dan ritmo al resto de la fachada. Su sección es rectangular y guarda vanos con arcos rebajados y forjas elaboradas; pilares que apenas destacan del paramento delimitan cada uno de ellos. Sencillas cornisas separan cada nivel y lisas molduras continúan los trayectos de ventanas y barandales.

### Antigua Capilla de Guadalupe
En el costado norte se encuentra la antigua capilla de la Virgen de Guadalupe, con su portada lateral a este lado y la principal al oriente. La fachada fue remodelada al despojársele del campanario; sin embargo conserva la portada de cantera grisácea, que está concebida en el estilo barroco sobrio de finales del siglo XVIII. La fachada posee dos cuerpos y conserva notables detalles de diseño y composición.
Al entrar a la capilla se aprecia un arco angular truncado o semihexagonal, que se adorna con grandes hojas de bordes dentados en las enjutas. En la clave sobresale un angelito mofletudo de pelo rizado con unas alas apenas perceptibles; luce en su cuello hojas de parra, frutos como manzana, peras y uvas. A los lados tiene un par de pilastras que dan apariencia de levantarse a la vista del espectador. En la parte superior existe un friso y una cornisa que está adornada con triglifos y florones.
El segundo cuerpo de la fachada, se repiten las pilastras, los nichos fueron alterados para abrir ventanas. En la portada lateral, que ahora sirve de acceso al salón, hay una pequeña escalinata y pilastras. Se puede observar en el segundo cuerpo un nicho coronado por una concha o venera, que está adornada por hojas de acanto y dos pináculos muy esbeltos. En contigüidad, al oriente, se continúa el cubo de la escalera de caracol, la cual está construida de cantera y conduce al piso intermedio de la capilla y al observatorio meteorológico.
En el interior de la nave, la planta baja aparenta una boca de mina. Se accede por este vano y se descubre un juego de formas, líneas rectas, soportes, muros y pilares combinados con la sutileza de las curvas de las bóvedas y de la cúpula. Los muros desnudos contrastan con la pasta de pilares, cornisas y lisos del intradós de las bóvedas. En el exterior, en un contrafuerte del muro norte, existe un glifo esculpido en piedra basáltica, que simboliza el Sol.
La nave del templo es rectangular, y cubierta de bóveda de cañón seguido con lunetos, sostenida por arcos que asientan en pilastras, además de una cúpula semiesférica con pechinas y linternilla. A la altura del coro, se le puso un piso intermedio de lámina acanalada sobre viguetas. En el piso bajo, la nave recibe luz por una gran ventana al oriente, que en otros tiempos fuera la entrada principal; por la puerta de la fachada lateral, hoy mutilada; por una terraza que se construyó en el segundo piso, y por cinco ventanas bajas provistas de rejas de hierro que por el norte daban a un angosto patio que se extiende a toda la longitud del templo, y que por ese costado lo limita una barda de mampostería y adobe.

### Antiguo edificio del Poli

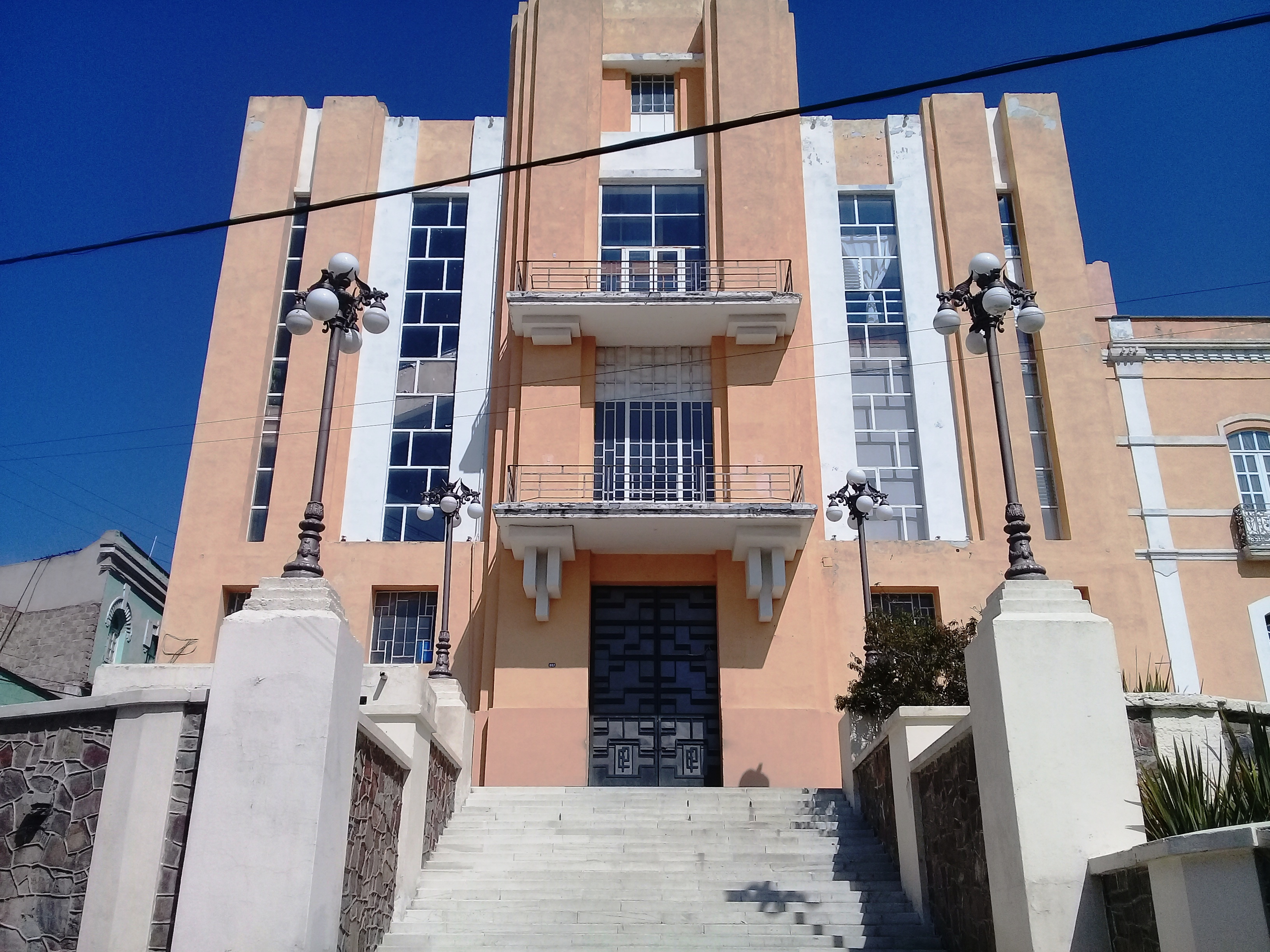
Antiguo edificio del Poli.

Localizado al sur de la fachada, su diseño se convirtió en un acierto de adaptación al conjunto anterior. Se decidió construir una torre que contribuyera a equilibrar el conjunto valiéndose de las líneas Art-Decó para evidenciar su etapa modernista. El diseño, atribuido al ingeniero Abel Valadez, mantiene alturas y ritmos de manera tanto horizontal como vertical, repitiendo la terciada modulación de su viejo vecino.
Su fachada consta de un volumen cuadrado cuya sección central sobresale del paramento plano. En su parte más baja, el acceso una puerta corrediza realizada en marcos de perfiles de fierro, lámina soldada y latón, que conserva el monograma con las letras  ́E y  ́P ́del diseño original. Arriba sobresale una marquesina con pedestales rectangulares.
En el siguiente nivel las ventanas remetidas y el uso de volúmenes rectangulares dispuestos de manera vertical provocan dosis precisas de luz y sombra, extendiéndose a detalle en los trazos cuadrados de la cancelaría metálica de ventanas y barandales. Finalmente, la sección central se extiende un nivel más, dando espacio a una ventana cuadrada y un pretil con ligeros remetimientos cuadrados que recuerdan las almenas de torres antiguas.
En la esquina derecha del vestíbulo se conserva la base que guardó el busto de Álvaro Obregón, elabo-rada en mármol negro, en secciones poligonales que se adaptan al espacio. Al otro lado, ese mismo juego geométrico realizado en granito blanco y negro da pie a la sobria escalera que comunica los diferentes niveles. La armonía de formas se extiende hasta los pasamanos de latón y fierro fundido y se combina con los remates a manera de pedestales de los en-trepisos.

## Áreas del edificio

### Dependencias
Entre las dependencias administrativas se encuentra la Dirección de Administración Escolar, donde se realizan trámites referentes a titulación y la carga de materias. Se encuentra, igualmente, la División de Extensión de la Cultura, junto con las direcciones de Promoción Cultural, el Festival Internacional de la Imagen y Fomento a la Lectura. En otra área del inmueble es la Dirección General de Evaluación, la Dirección de Becas y Apoyo Académico, además de la Dirección General de Planeación. Asimismo, se encuentra una oficina donde despacha el rector de la UAEH.

### Salón Baltasar Muñoz Lumbier
El Salón de Actos Ing. Baltasar Muñoz Lumbier  se encuentra ubicado en lo que fue la Capilla de Nuestra Señora de Guadalupe, primero utilizado como sala de juntas, y a partir del 30 de septiembre de 1911, se convierte en el salón de actos del Instituto Científico y Literario (ILEAO). Al paso del tiempo este recinto es nombrado en honor a Baltasar Muñoz Lumbier. Cuenta con capacidad para 464 personas.
En él realizaron innumerables acontecimientos institucionales, como el 3 de marzo de 1944, el 75° aniversario  de la creación del ILEAO. El escenario fue vestido con un gran mural central y el un piano de Steinway & Sons que todavía se conserva. El 3 de marzo de 1961, con la creación de la UAEH. En 1969, durante la gestión del rector Juventino Pérez Peñafiel y con motivo del primer centenario del ILEAO, remodelan el salón, retiran el entrepiso y quedan al descubierto la bóveda, cúpula y retrato de Bartolomé de Medina que data de 1936.

### Sala y galería Pilar Licona

Galería Dr. J. Pilar Licona Olvera, donde se encuentra la exposición “Deidades Aztecas del maíz”.

Otra de las salas es la “Sala Dr. J. Pilar Licona Olvera”, un lugar que consta de un auditorio con capacidad de 110 personas y una galería; donde se ubica la exposición “Deidades Aztecas del maíz”, con la figura de La Chancha.
La Chancha es el nombre que los estudiantes adjudicaron a una escultura prehispánica que fue encontrada, en el edificio. El hallazgo se realizó en los muros del cubo de la escalera que lleva al observatorio, en 1923; otras versiones comentan que el alumno Rafael Guerrero la encontró en 1924 en el jardín botánico. La escultura, tallada en basalto, de 35.3 cm de alto por 22 cm de ancho y 12 cm de espesor. Representa a Chicomecóatl, la diosa del maíz entre los mexicas.
Los estudiantes utilizaban la escultura en la novatada a los alumnos de reciente ingreso, en el denominado Día del Perro, acto carnavalesco que consistía en un desfile presidido por la reina de las fiestas estudiantiles y el rey feo, y se practicó hasta los años 1980. Después la pieza se incorpora al Museo Regional de Historia en el Cuartel del Arte, cuando el museo cerro; pasó a resguardo del INAH, hasta que en 2011 se entrega nuevamente en comodato a la UAEH. Para permanecer en la exhibición “Deidades Aztecas del Maíz”, acompañada por once esculturas más y seis códices.

### Museo de Mineralogía

Museo de Mineralogía.

El 25 de junio de 1879, siendo gobernador de  Hidalgo, Rafael Cravioto y Director del ILAO, Miguel Mancera de San Vicente, se obtuvieron las primeras colecciones de mineralogía y geología. En 1893 se mandó construir el mobiliario adecuado para la exhibición de la colección, encargando el trabajo a Teófilo Moreno, quien tallo en cedro blanco vitrinas y anaqueles. El 23 de octubre de 1894 fueron expuestas al público.
El museo cuenta con una colección de más de 1161 muestras de minerales y fósiles, del estado de Hidalgo, México y de varias partes del mundo. Es el museo más antiguo del estado de Hidalgo y uno de los más longevos de México en su ramo; la muestra contempla ejemplares clasificados en rocas sedimentarias, ígneas, metafóricas, minerales y fósiles de la región y el mundo.

### Observatorio meteorológico
Ubicado en la torre norte, en el espacio que ocupó el campanario, de la Capilla de Gudalupe; es una construcción complementaria que inició en 1877 para alojar el Observatorio Astronómico de Pachuca, que luego cambió su calificación a Meteorológico, inaugurado el 18 de mayo de 1877. Los primeros registros obtenidos se enviaron por medio del telégrafo en 1878 al Observatorio Meteorológico Central. Mariano de la Bárcena envió equipo y material de trabajo, específicamente un pluviómetro, un pirómetro, un termómetro de máxima y mínima, un método osonométrico y dos formatos en blanco para que cada mes le fuera remitido uno con todas las observaciones hechas. El primer encargado del observatorio fue Nemorio Andrade. En 1902 pasó a depender del Gobierno de Hidalgo y se integró a la Red Meteorológica de la República, actualmente el Observatorio Meteorológico de Pachuca es operado por la Comisión Nacional del Agua.

### Otras áreas
Se encuentra el Teatro La Garza, inaugurado el 1 de enero de 1982, y con capacidad para 85 personas. La Galería de Arte del Centro Cultural, ubicada en las antiguas aulas, cuenta con características que le han permitido acoger obras de Joan Miró, Pablo Picasso, Marc Chagall y Henry Moore, por mencionar algunos; así como el  Festival Internacional de la Imagen (FINI). También cuenta con áreas para talleres de danza.
Uno de los elementos más representativos del complejo cultural son las escalinatas, 34 escalones que embellecen y hacen juego con el edificio. Al subirlas, de lado izquierdo, podrás encontrar la entrada a la sala del Honorable Consejo Universitario, recinto donde sesiona el máximo órgano de gobierno de la UAEH.

## Pintura

Cubo de la escalera.

En lo que fuera la crujía se ha montado una exhibición que muestra a quienes fundaron y dirigieron el ILEAO, el ICL y el ICLA. Las pinturas son del artista Jesús Becerril Martínez, con excepción del cuadro de José Guadalupe VargasLugo, realizado por Ricardo Rivera Romero. La Sala de Exrectores cierra el ciclo pictórico anterior, exhibe los retratos de quienes han dirigido la UAEH. Los de Rubén Licona Ruiz, Juventino Pérez Peñafi el, Jesús Ángeles Contreras, Carlos Herrera Ordóñez, Juan Alberto Flores Álvarez y Juan Manuel Menes Llaguno son obra Jesús Becerril. En cambio, los de Gerardo Sosa Castelán y de Juan Manuel Camacho Bertrán se deben al pincel de Ricardo Rivera.
En 1936 en el muro sur del Salón de actos Baltasar Muñoz Lumbier, se encuentra una pintura de Medardo Anaya Armas; en esta pintura se aprecia a Bartolomé de Medina y el beneficio de patio, en un escenario de la minería novohispana, en contraste con la industrializada. La obra fue realizada en técnica mixta y gruesos brochazos. Inexplicablemente se le cubrió con una capa de cal; hasta 1969, cuando remodelan el salón, y queda al descubierto la pintura.
En el cubo de la escalera, de estilo art decó, cuando todavía pertenecía a la Escuela Politécnica Álvaro Obregón; Medardo Anaya Armas plasmó un mural. La obra está dividida en cinco lienzos con el fin de adecuarse a la arquitectura del edificio. Realizado en encáustica, el mural proyecta una amalgama de personajes y resume la historia del México del siglo XX. De pincelada gruesa, con personajes conformados por volúmenes de color y contorneados por el pincel negro, con ello rinde homenaje a los luchadores de la clase obrera.